# MSC Musica
El MSC Musica es un crucero de la clase Musica construido en 2006, operado por MSC Cruceros. Se puede acomodar a 2550 pasajeros en sus 1275 camarotes. El total de personas que componen la tripulación de este buque es de aproximadamente 990, lo que hace que en un viaje con el crucero a plena capacidad, haya un total de 3 540 personas a bordo.[cita requerida]
Fue bautizado en Venecia 29 de junio de 2006 por Sophia Loren. Tiene tres buques gemelos que son: MSC Orchestra, MSC Poesia y MSC Magnifica.[cita requerida]
Algunos de los itinerarios del MSC Musica cubren los puertos del Mediterráneo, incluyendo Dubrovnik, Corfú, Katakolon, Mykonos, El Pireo, Rodas, Santorini, Bari, Venecia, La Valeta, Málaga, Palma de Mallorca y Esmirna y del Atlántico los puertos del Océano como Buenos Aires, Búzios, Ilha Grande, Río de Janeiro, Salvador, Santos, Santa Cruz de Tenerife y Funchal.[cita requerida]

## Construcción
El MSC Musica, primero de su clase, fue construido bajo el número de yarda "Q-32" por los astilleros Chantiers de l’Atlantique, Alstom Marine (que en la actualidad es la STX Europe, luego de su fusión con la noruega Aker Yards) en Saint Nazaire, Francia, también constructora de barcos como el RMS Queen Mary 2. Su costo inicial aproximado demandó 360 millones de dólares.
Fue flotado el 15 de octubre de 2005, al momento de haberse terminado toda la construcción exterior de la embarcación. Fue trasladado por 5 remolcadores hasta la plataforma donde se culminaron los trabajos interiores. Realizó las pruebas de navegación en el mes de abril de 2006.[cita requerida]
Los interiores son obra de la empresa genovesa De Jorio Design International Studio, quien también había realizado la decoración y diseño interior del MSC Lirica y el MSC Opera. Con líneas modernas y con reminiscencias al Art nouveau y Art déco, en su decoración se plasmó la influencia italiana y los acentos mediterráneos.[cita requerida]
Al momento de su inauguración fue el buque insignia de la naviera MSC Cruceros, habiendo sido el más grande y moderno de su flota. La Clase Musica se completa con los buques gemelos: MSC Orchestra, MSC Poesia y el MSC Magnifica. La incorporación del flamante buque en 2006 significó un quiebre para la naviera, en virtud de que el MSC Musica, y posteriormente sus navíos gemelos, no solo importaron la inclusión de buques mayor envergadura y tamaño sino también con un diseño y concepto innovador.[cita requerida]

## Inauguración
La ceremonia inaugural se realizó el 29 de junio de 2006 durante el Festival Internacional de Venecia con un gran show de música, colores, luces y fuegos artificiales donde auspició como madrina la diva italiana Sofía Loren. En su viaje inaugural realizó el itinerario del este del Mediterráneo.[cita requerida]

## Características

### Diseño Exterior
El MSC Musica tiene en su diseño exterior lo que se denomina bulbo de proa, esto es una protuberancia que sobresale en el extremo de la proa por debajo de la línea de flotación, cuyo efecto es minimizar la resistencia de la marcha del trasatlántico en su navegación. Asimismo el barco cuenta con dos estabilizadores, una suerte de aletas ubicadas a ambos lados, uno de lado estribor y otro de lado babor, a efectos de disminuir el balanceo lateral del mismo.[cita requerida]
La nave es una embarcación del tipo panamax, es decir su diseño se ajusta a las dimensiones máximas permitidas para cruzar el Canal de Panamá, a diferencia de los buques de la naviera MSC Cruceros de la Clase Fantasía que son del tipo post-panamax.[cita requerida]
Empero las dimensiones del MSC Musica impide que pueda anclar en varios puertos, razón por la cual el pasaje debe ser transportado en lanchas desde el crucero hasta las orillas de estos lugares, en la mayoría de los casos se suelen utilizar para el descenso los propios botes salvavidas de la nave.[cita requerida]

### Diseño Interior
El buque se encuentra compuesto por 16 cubiertas, de las cuales solo 13 son para uso de pasajeros, muchos de ellos inspirados por la música, lo que también ha dado nombre a cada uno de los puentes:[cita requerida]
- Puente 16 "Sport"
- Puente 15 "Cantata"
- Puente 14 "Capriccio"
- Puente 13 "Vivace"
- Puente 12 "Virtuoso"
- Puente 11 "Adagio"
- Puente 10 "Minuetto"
- Puente 9 "Intermezzo"
- Puente 8 "Forte"
- Puente 7 "Maestoso"
- Puente 6 "Brillante"
- Puente 5 "Grazioso"

Entre las distintas instalaciones a bordo del MSC Musica se puede disfrutar de:
2 restaurantes principales, el restaurante "L'Oleandro" de estilo clásico art-deco, y el restaurante "Le Maxim's", a los cuales se suman el restaurante temático "Kaito Sushi Bar" junto al jardín zen, y el restaurante a la carta "Il Giardino". Cuenta asimismo con una cafetería moderna "Gli Archi", y 16 bares entre ellos el "Golden Bar", el "Diamond Bar", "The Blue Velvet Bar", "L'enoteca Wine Bar", "The Cyber Cafe", "Il Tucano Lounge", "Cristal Lounge", "The Havana Club" este a su vez salón de fumadores, y los que se encuentran en las áreas de piscinas "The Laguna Bar" y el "Blue Marlin Bar".[cita requerida]
Sin embargo los principales bares son "Il Tucano" y el "Cristal Lounge". El primero se ubica en el puente Puente 6 "Brillante" tiene un diseño moderno con reminiscencia al Art nouveau, en el hay barras, pista de baile y un escenario. Este punto de reunión importante se corona con una escalera por la que se accede al Casino "San Remo". Resulta interesante como en cada uno de estos salones de los buques de la Clase Musica, se toma un animal como inspiración para su decoración. En el caso del MSC Musica, se pueden apreciar veladores, cortinados y esculturas en forma de tucanes. Por su parte el "Cristal Lounge", se ubica en el Puente 7 "Maestoso" hacia la popa del buque, cuenta con escenario y una exquisita decoración italiana. A diferencia de sus buques gemelos, este salón no cuenta con vista exterior a la popa del buque por la disposición de su escenario.[cita requerida]
La recepción principal llamada "La Cascata" ocupa tres puentes que se encuentran conectados por una gran escalinata que se corona con una cascada artificial, de allí su nombre, en cuya base se encuentra un piano suspendido por un piso de cristal que se alza sobre una piscina. En esta se encuentra el "Bar de La Cascata" con capacidad para 62 plazas, y donde se ofrecen los servicios de recepción y asistencia al pasajero.[cita requerida]
Entre los entretenimientos el crucero cuenta con una Disco "Q 32", Biblioteca, Card Room, el Casino "San Remo", juegos de recreación virtual, pista de jogging, minigolf, solárium, campo de tenis, voleibol y baloncesto, gimnasio, sala de reuniones, peluquería, salón de belleza y un área de spa "MSC AUREA SPA" con hidromasajes. A estos se suman el exquisito teatro de estilo art-deco "La Scala" con capacidad aproximada para 1.200 pasajeros, la Galería de Arte, y La Galería Fotográfica donde pueden visualizarse fotos de trasatlánticos de la época dorada del siglo XX, entre ellos del RMS Olympic. En relación con el Teatro "La Scala" el mismo se encuentra distribuido en dos niveles, ocupando los puentes 6 "Brillante" y 7 "Maestoso" hacía el sector de proa.[cita requerida]

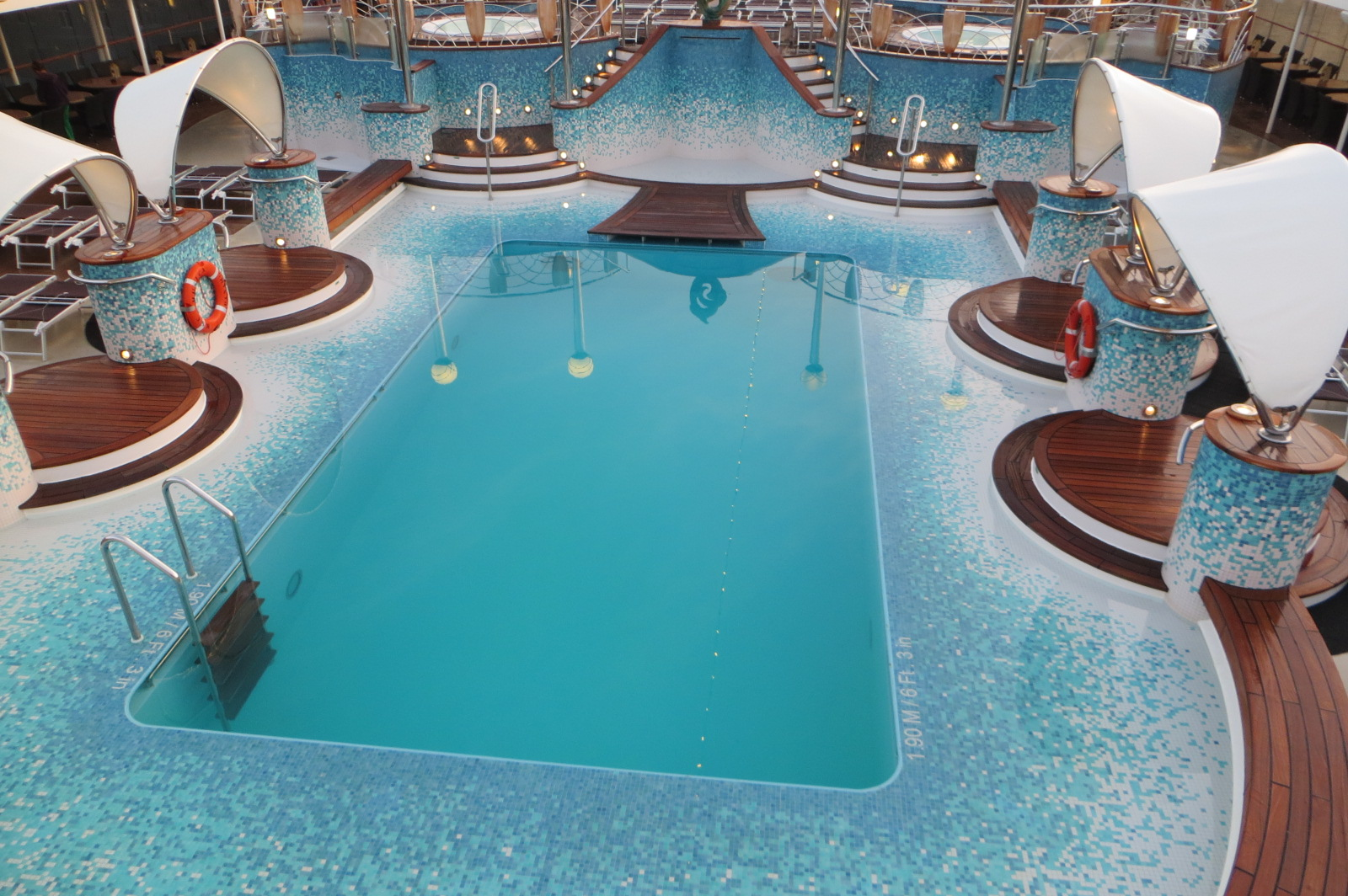
Área de piscina "La Spiaggia", Puente 13 "Vivace".

Las áreas de piscinas que se encuentran en el Puente 13 "Vivace" son 2, la ubicada en el sector proa del buque llamada "Copacabana Pool Area", con 2 jacuzzis, piscina para adultos y piscinas para niños, y una pantalla gigante donde se emiten videoclips, eventos deportivos y películas. En el sector popa del crucero se encuentra la otra piscina denominada "La Spiaggia Piscina", también con dos jacuzzis y una piscina para adultos. Por su parte el buque tiene un salón de juegos para niños con piscina y servicio de niñera. Ambos sectores de piscinas se encuentran separados por un escenario con frente a "Copacabana Pool Area", donde se ofrecen espectáculos y distintas recreaciones. Asimismo en las cubiertas exteriores del navío hay duchas a disposición de los pasajeros.[cita requerida]
Además posee un centro de compras con joyería, boutique "Via Montenapoleone", perfumería "Le Perfum", tienda de recuerdos y agencia de turismo y excursiones.[cita requerida]
En total el buque contiene 1.275 camarotes, 17 de ellos para personas con movilidad reducida y 18 suites que se encuentran en el puente 15. El 65% de los camarotes poseen balcón privado con vista al mar, el 14% ventanas, de estos los que se encuentran en el puente 7 "Maestoso" tienen vista obstruida toda vez que allí se ubican los botes salvavidas, y el restante 21% de las cabinas son interiores. Las cabinas gozan de servicio de mini-bar, secadoras de cabello, caja fuerte, aire acondicionado, placard, cajoneras, mesas de luz, calefacción y televisor interactivo. La tripulación tiene a su disposición un total de 497 cabinas.

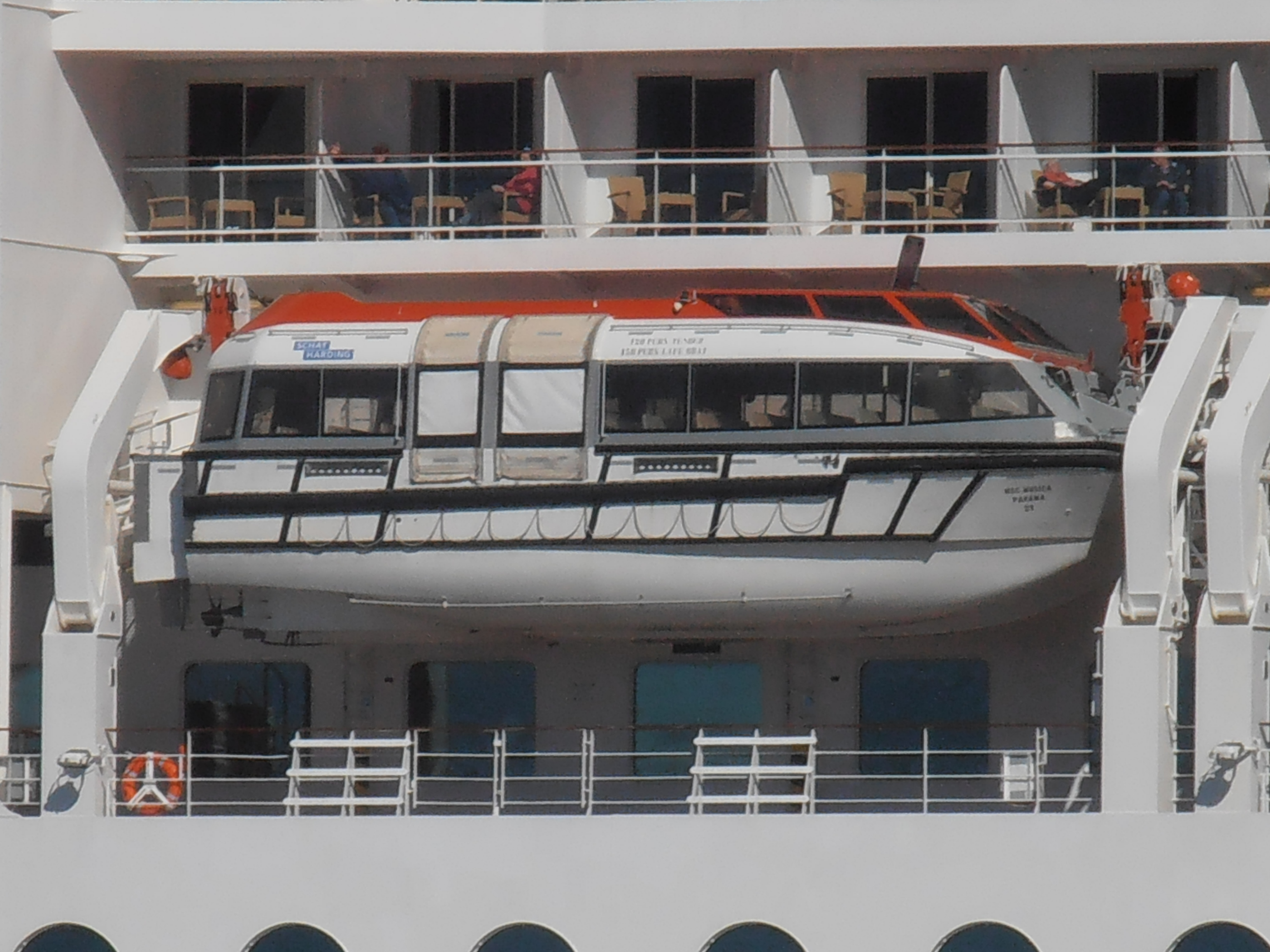
Bote salvavidas del MSC Musica.

En cuanto a medidas de seguridad, la embarcación se ajusta a todas las normas internacionales en la materia, entre ellas las normas de la Convención Internacional para la Seguridad de la Vida en el Mar. Entre las características de seguridad el MSC Musica tiene aproximadamente 590 extintores de fuego de varios tipos, en especial de polvo químico o CO2. Cuenta asimismo con 20 botes salvavidas con capacidad aproximada para 3.000 personas, más 90 balsas salvavidas con capacidad aproximada para 2.000 personas.[cita requerida]

## Películas
El MSC Musica fue el escenario de la película argentina Amor a mares del año 2012, dirigida por Ezequiel Crupnicoff y protagonizada por los actores argentinos Luciano Castro, Gabriel Goity, Paula Morales, Miguel Ángel Rodríguez, Pompeyo Audivert, Nacho Gadano y Luisa Kuliok.
Pese a que el film no supo acaparar buena crítica, fueron coincidentes en que se logra apreciar con excelente calidad los servicios, comodidades e instalaciones del transatlántico.

## Incidentes
El día domingo 10 de enero de 2010, cuando el crucero regresaba al puerto de Santos luego de un itinerario de 7 noches por la costa brasilera, fue encontrada muerta una tripulante del navío. El cuerpo de la víctima, Camilla Peixoto Bandeira, de 28 años y nacionalidad brasilera, fue hallado en la mañana por su novio quien también era parte de la tripulación. Inicialmente sobre la base de las declaraciones del novio de Camilla, se planteó la hipótesis de suicidio por ahorcamiento. Empero mediante investigaciones de la Policía Federal de Brasil, se determinó que había muerto por asfixia mecánica. Presuntamente, el homicida fue su novio, quien había incurrido en contradicciones e inventado la historia de haber encontrado el cuerpo de Camilla colgando de una sábana del tubo de refrigeración de su cabina. Asimismo la versión del sospechoso no guardaba coincidencia con las declaraciones de los testigos, entre ellos la del Capitán al mando del MSC Musica.[cita requerida]
En un comunicado MSC Cruceros informó que lamentaba el incidente, daba las condolencias a la familia de la víctima y quedaba a la espera de las conclusiones de las autoridades.[cita requerida]
Según reportes periodísticos, luego de la acusación formal de homicidio por parte de la fiscalía, el sospechoso Bruno Souza Bicalho no fue encontrado en las cuatro direcciones que había indicado a efectos de ponerse a disposición de las autoridades judiciales de Brasil, lo que demostraría la evasión al proceso judicial, habiéndose dictado su prisión preventiva y la comunicación a Interpol a fin de evitar su fuga.
Otro incidente fue reportado ese mismo año. Según informó la prensa brasilera en diciembre de 2010 se produjo un leve incendio en la sala de máquinas del MSC Musica, y en consecuencia se bloqueó el suministro de aire acondicionado y agua por unas horas. Volvió a entrar en servicio el 26 de diciembre de 2010.